# Белый Ключ (Базарно-Карабулакский район)
Белый Ключ — село в Базарно-Карабулакском районе Саратовской области в составе сельского поселения Липовское муниципальное образование.

## География
Находится у реки Грязнуха на расстоянии примерно 29 километров по прямой на север от районного центра посёлка Базарный Карабулак.

## История
Официальная дата основания 1703 год.

## Население
Постоянное население составляло 98 человек в 2002 году (русские 97 %), 63 — в 2010.